# Distillerie La Mauny
Pour les articles homonymes, voir Mauny (homonymie).
 (décembre 2020).
Si vous disposez d'ouvrages ou d'articles de référence ou si vous connaissez des sites web de qualité traitant du thème abordé ici, merci de compléter l'article en donnant les références utiles à sa vérifiabilité et en les liant à la section « Notes et références ».
La Distillerie La Mauny est une distillerie de rhum agricole située à deux kilomètres au nord de Rivière-Pilote, en Martinique. Elle distille notamment les rhums AOC La Mauny, Duquesne et Trois Rivières à partir de la canne à sucre cultivée localement. La distillerie appartient à la société italienne Campari.

## Histoire

### L'Habitation sucrière
Joseph Ferdinand Poulain, Comte de Mauny, issu de la noblesse bretonne et conseiller du Roi de France, est né en 1749. Il débarque en Martinique et épouse en 1785 la créole Marie Anne Catherine Carreau du Harroc, fille d'un planteur détenteur d'une Habitation située à Rivière-Pilote, au sud de l'île, à laquelle il donne son nom : l'Habitation La Mauny est née. Le domaine est très longtemps une sucrerie où l’on fabrique également un peu de tafia (ancêtre du rhum de mélasse).

### La distillerie de rhum
En 1820, la distillerie La Mauny développe une production de rhum agricole, élaboré à partir du pur jus frais des cannes à sucre du domaine.
De 1883 jusqu'au début du XXe siècle, plusieurs propriétaires se succèdent, dont la famille Codé, puis Lapiquonne qui se lance dans la production de rhum. Cette dernière vend l'entreprise en 1923 aux frères Théodore et Georges Bellonnie qui modernisent l’habitation, agrandissent l'unité de production et y apportent de nouvelles installations comme une colonne à distiller, de nouveaux moulins de broyage et une machine à vapeur. Georges se consacre à la distillation tandis que son frère Théodore s'adonne au négoce et se spécialise dans le rhum. La distillerie connait une expansion fulgurante, grâce à la commercialisation de ses rhums en bouteilles sérigraphiées et étiquetées et au début de l'exportation vers 1950.
À la mort des frères Bellonnie en 1970, la famille Bourdillon, installée de longue date en Martinique, s’associe à Madame Théodore Bellonnie et permet la reconnaissance et l’ascension fulgurante des rhums issus de la distillerie La Mauny.
La distillerie La Mauny est à ce jour l'une des plus importantes de Martinique, à la fois pour sa surface de canne plantée et pour sa production. Elle broie ainsi chaque année environ 30 000 tonnes de canne à sucre pour produire trois millions de litres de rhum agricole.
En septembre 2019, Campari annonce l'acquisition de Rhumantilles, propriétaire des marques Trois Rivières, Duquesne et La Mauny, pour 60 millions d’euros.

## Production
La distillerie La Mauny distille le rhum blanc agricole La Mauny ainsi que les rhums Duquesne et Trois-Rivières (50°, 55° et 62°), et élève le rhum vieux en fûts de chêne (élevage sous bois : ESB) : le VO, tout en rondeurs et bien équilibré ; le VSOP (4 ans) puissant et chaleureux ; le XO (+ 6 ans) tendre et puissant (notes de fruits cuits, épices orientales et poivre gris) ; plusieurs millésimés dont le 2005, le 1998 et le 1995. Ces rhums agricoles bénéficient du label AOC.

## Visite
Il est possible de visiter le domaine et sa distillerie à bord du « Ti Train » et à pied. Durant la campagne, période de récolte (de février à juin en général), la visite permet, accompagné d'un guide, de s'approcher des machines en marche pour suivre la réception de la canne, son broyage, la fermentation du jus de canne (vesou) en vin de canne et sa distillation en rhum.
Une boutique - La cabane à rhum - permet de déguster et d'acheter l'ensemble de la gamme des produits La Mauny.

## Note et référence
1. ↑  Campari officialise le rachat des rhums Trois Rivières, Maison La Mauny et Duquesne, rayon-boissons, 6 septembre 2019
2. ↑  , généalogie de la famille Poulain de Mauny, Geneanet
3. ↑  Jean-Claude Samyde, « Les Rhums "Trois-Rivières,"La Mauny" et "Duquesne" appartiennent désormais au groupe italien Campari », sur France Info, 5 septembre 2019
4. ↑  BBS : Bourdillon Bellonnie & Successeurs : "Notre métier : le rhum Elaborer les grands rhums Trois Rivières, La Mauny et Duquesne : du broyage de la canne à sucre à l'embouteillage en passant par la maîtrise du savoir-faire du vieillissement en fûts de chêne."
5. ↑  Maison la Mauny Rivière Pilote (972), journees-du-patrimoine, 2019
6. ↑  Domaine maison la Mauny spritourisme, consulté le 30 août 2020